# Runcinia dubia
Runcinia dubia là một loài nhện trong họ Thomisidae.
Loài này thuộc chi Runcinia. Runcinia dubia được Lodovico di Caporiacco miêu tả năm 1940.